# Gregor Foitek
Gregor Foitek (n. 27 martie 1965, Zürich, cantonul Zürich, Elveția) a fost un pilot elvețian de Formula 1 care a evoluat în Campionatul Mondial între anii 1989 și 1990.

## Cariera în Formula 1
| Sezon | Echipă                                                  | Puncte | Loc clasament general |
| ----- | ------------------------------------------------------- | ------ | --------------------- |
| 1989  | EuroBrun Racing / Rial Racing                           | 0      | -                     |
| 1990  | Motor Racing Developments / Monteverdi Onyx Formula One | 0      | -                     |